# Gol de Letra
Gol de Letra est une Fondation créée en 1998 par Raí et Leonardo (deux anciens joueurs internationaux de football brésiliens qui ont entre autres évolué au PSG). 
La Fondation Gol de Letra œuvre à l'insertion sociale par l'éducation, la culture et le sport. Elle reçoit plus de 4 000 enfants, adolescents et jeunes adultes chaque année dans ses centres à Sao Paulo et Rio de Janeiro.
La Fondation Gol de Letra a été reconnue par l'UNESCO comme un modèle d'organisation mondial en 2001 et a reçu le label de la Délégation permanente du Brésil auprès de l'UNESCO en 2006.
L'Association Française Gol de Letra met en lumière les activités de la Fondation au Brésil, recherche des partenariats à partir de la France et organise des événements afin de soutenir les actions de terrain au Brésil.